# 棉头风毛菊
棉头风毛菊（学名：Saussurea eriocephala）为菊科风毛菊属的植物，是中国的特有植物。分布在中国大陆的云南等地，生长于海拔1,900米至2,200米的地区，常生长在山坡路旁，目前尚未由人工引种栽培。